# Parafia św. Katarzyny Aleksandryjskiej w Małaszewiczach
Parafia św. Katarzyny Aleksandryjskiej – parafia rzymskokatolicka w Małaszewiczach.

## Historia parafii
Parafia erygowana w 1986. Kościół parafialny murowany, wybudowany w latach 1987–1991, staraniem ks. Jana Grochowskiego, konsekrowany w 1991 przez bpa Jana Mazura. Styl współczesny. 
Wizytacja kanoniczna: 
2015 - bp dr Piotr Sawczuk (biskup pomocniczy) 

## Terytorium parafii
- Miejscowości należące do parafii: Małaszewicze, Podolanka, Zastawek.
- Parafia liczy 1434 wiernych obrządku katolickiego.

## Cmentarz parafialny
Na terenie parafii znajduje się cmentarz grzebalny położony w odległości 1,5 km od kościoła. 

## Duszpasterze

### Kapłani wcześniej pracujący w parafii

#### Proboszczowie
1986 – 1994       Ks. Jan Grochowski
1994 – 1999       Ks. Marian Daniluk
1999 – 2006       Ks. Emilian Zarzycki
2006 – 2007       Ks. Tadeusz Kot
2007 – 2009       Ks. Jerzy Kasprzycki
2009 – 2015       Ks. Krzysztof Pawłowski
2015 – 2020       Ks. Bogusław Mich

#### Wikariusze
1989 – 1991       Ks. Henryk Sączek
1991 – 1993       Ks. Jerzy Cąkała
1993 – 1994       Ks. Sławomir Sulej
1994 – 1996       Ks. Piotr Oskroba
1996 – 1997       Ks. Tomasz Pycka
1997 – 2000       Ks. Wojciech Cholewa
2000 – 2001       Ks. Mieczysław Maleszyk
2001 – 2002       Ks. Andrzej Wisio
2002 – 2005       Ks. Robert Sierociuk
2005 – 2007       Ks. Piotr Sawiuk
2007 – 2009       Ks. Mariusz Czerwiński
2009 – 2010       Ks. Marek Rycio
Księża pochodzący z parafii
Ks. Krzysztof Kłos
Ks. Grzegorz Marczuk 
O. Dawid Omieciński OMi